# District de Challabamba
Au Pérou, le district de Challabamba est l’un des six districts de la province de Paucartambo située dans le département de Cusco.